# Guglielmo da Saliceto
Guglielmo da Saliceto (Saliceto, 1210 – Piacenza, 1277) è stato un chirurgo italiano, uno dei grandi maestri dell'epoca medioevale.

## Biografia
Nato in un villaggio in provincia di Piacenza, ora frazione del comune di Cadeo, Guglielmo studiò a Bologna (forse allievo di Ugo de' Borgognoni) e vi divenne Magister in physica. Era l'epoca in cui il corso di studi medici si identificava con quello della filosofia, in particolare quella naturale, ed il medico, physicus (da cui è derivato il termine inglese physician per medico) si distingueva nettamente dal chirurgo che era invece empiricus.
Dopo un lungo girovagare dovuto anche alla instabilità politica dell'epoca si fermò definitivamente a Bologna, come Magister chirurgiae. Tra i suoi allievi più famosi vi è da annoverare Lanfranco da Milano, considerato uno dei fondatori della scuola medica francese.
Fu anche maestro a Pavia, dove tra il 1245 e il 1248 incontrò Federico II di Svevia con cui discusse di filosofia e medicina.

Mondino dei Liuzzi, Anathomia, 1541

Nella sua Chirurgia, scritta "ad petitionem domini Friderici imperatoris" (“su invito dell'imperatore Federico”), sostiene l'importanza delle conoscenze di anatomia, seguendo la tradizione della scuola bolognese dei Borgognoni e di Mondino dei Liuzzi, fondamentale nell'arte chirurgica, che peraltro descrive in modo mirabile. Guglielmo da Saliceto e la scuola medica bolognese reintrodussero l'uso del coltello chirurgico in Italia, abolito dagli Arabi in favore del cauterio.
Nel suo Liber in scientiae medichae mostra una buona conoscenza anche della medicina. Fu il primo a sostenere l'importanza della cultura medica anche nell'arte chirurgica tentando, come aveva fatto già la Scuola medica salernitana, un riavvicinamento delle due professioni dopo quasi un millennio, che tuttavia sarebbero rimaste ancora per alcuni secoli profondamente divise ed in contrasto.